# سیارک ۲۵۶۸۰
سیارک ۲۵۶۸۰ (به انگلیسی: 25680 Walterhansen، نامگذاری:2000AP106)۲۵۶۸۰مین سیارک کشف شده‌است که در ۰۵ ژانویه ۲۰۰۰ کشف شد.